# Kirk Douglas
Kirk Douglas (pravo ime Issur Danielovitch), ameriški filmski in televizijski igralec, * 9. december 1916, Amsterdam, New York, Združene države Amerike, † 5. februar 2020, Beverly Hills, Kalifornija, Združene države Amerike.
Kirk Douglas je bil ameriški igralec in filmski ustvarjalec. Po revnem otroštvu je debitiral v filmu The Strange Love of Martha Ivers (1946) ob Barbari Stanwyck. Douglas je v petdesetih letih prejšnjega stoletja kmalu postal vodilna zvezda kinodvoran, znana po resnih dramah, vključno z vesterni in vojnimi filmi. Tekom kariere je nastopil v več kot 90-ih filmih in bil znan po svojem eksplozivnem igralskem slogu. Ameriški filmski inštitut ga je postavil na 17. mesto med največjimi moškimi zvezdami klasičnega hollywoodskega filma.
Douglas je v filmu Champion (1949) igral brezvestnega boksarskega junaka. Ta vloga mu je prinesla prvo nominacijo za oskarja za najboljšega igralca. Med njegovimi drugimi zgodnjimi filmi so Out of the Past (1947), Young Man with a Horn (1950), kjer je igral ob Lauren Bacall in Doris Day, Ace in the Hole (1951) in Detective Story (1951), za katerega je prejel nominacijo za zlati globus. Drugo nominacijo za oskarja je prejel za dramatično vlogo v filmu The Bad and the Beautiful (1952) ob Lani Turner, tretjo pa za upodobitev Vincenta van Gogha v filmu Lust for Life (1956), za katero je prejel zlati globus za najboljšega igralca v drami. Z Jamesom Masonom je igral tudi v pustolovščini 20,000 Leagues Under the Sea (1954), veliki kino uspešnici.
Septembra 1949 je pri 32-ih letih ustanovil produkcijsko hišo Bryna Productions, ki je začela producirati filme, kot sta Steze slave (1957) in Spartak (1960). V teh dveh filmih je sodeloval s takrat še relativno neznanim režiserjem Stanleyjem Kubrickom in v obeh odigral glavni vlogi. Douglas je verjetno pomagal odstraniti hollywoodsko črno listo, tako da je Dalton Trumbo napisal scenarij za Spartaka z uradno navedbo avtorja. Produciral in igral je v filmih Lonely Are the Brave (1962) in Seven Days in May (1964), v slednjem ob Burtu Lancasterju, s katerim je posnel sedem filmov. Leta 1963 je igral v broadwayski igri Let nad kukavičjim gnezdom, zgodbi, ki jo je kupil in kasneje podaril svojemu sinu Michaelu Douglasu, ki jo je nato spremenil v film, nagrajen z oskarjem. Douglas je nadaljeval z igranjem v osemdesetih letih 20. stoletja. Nastopil je v filmih, kot so Saturn 3 (1980), The Man from Snowy River (1980), Tough Guys (1986), kjer se je ponovno združil z Lancasterjem, in v televizijski različici filma Inherit the Wind (1988). Nastopil je tudi v epizodi serije Touched by an Angel leta 2000, za kar je prejel svojo tretjo nominacijo za emmyja.
Kot igralec in filantrop je Douglas prejel častnega oskarja za življenjsko delo in predsedniško medaljo svobode. Kot avtor je napisal deset romanov in knjig spominov. Potem ko je leta 1991 komaj preživel helikoptersko nesrečo, leta 1996 pa je doživel še možgansko kap, se je osredotočil na obnovo svojega duhovnega in verskega življenja. Z drugo ženo, producentko Anne Buydens, je živel do svoje smrti leta 2020. Douglas, stoletnik, je bil ena zadnjih živečih zvezd zlate dobe filmske industrije.

## Zgodnje življenje in izobrazba
Kirk Douglas se je rodil kot Issur Danielovitch 9. decembra 1916 v Amsterdamu v New Yorku, kot četrti od sedmih otrok in edini sin Bryne "Berthe" (rojene Sanglel, 1884–1958) in Herschela "Harryja" Danielovitcha (1884–1954). Njegova starša sta bila rusko-judovska priseljenca iz kraja Chavusy v Mogilevski guberniji v Ruskem imperiju (današnja Belorusija). V družini so doma govorili jidiš. Njegove sestre so bile Pesha "Bessie", Kaleh "Katherine", Tamara "Mary", Siffra "Frieda", Haska "Ida" in Rachel "Ruth". Douglas se je po skoraj usodni helikopterski nesreči pri 74-ih letih ponovno povezal z judovsko vero.
Njegov stric, ki se je v ZDA priselil prej, je uporabljal priimek Demsky, ki ga je sprejela tudi Douglasova družina. Douglas je tako odraščal kot Izzy Demsky in si je uradno spremenil ime v Kirk Douglas, preden se je med drugo svetovno vojno pridružil ameriški mornarici.
V svoji avtobiografiji iz leta 1988, Sin krparja (The Ragman's Son), Douglas omenja stiske, ki jih je skupaj s starši in šestimi sestrami prestal v zgodnjih letih v Amsterdamu:
»Moj oče, ki je bil v Rusiji trgovec s konji, si je priskrbel konja in majhen voz ter postal krpar, ki je kupoval stare cunje, kose kovine in kramo za penije, pet centov in deset centov ... Celo na ulici Eagle Street, v najrevnejšem delu mesta, kjer so se vse družine borile za preživetje, je bil krpar najnižje rangiran. In jaz sem bil krparjev sin.«
Douglasovo otroštvo je bilo nesrečno, saj je živel z očetom, ki je bil alkoholik in jih je fizično zlorabljal. Medtem ko je njegov oče zapravil tisto malo denarja, ki so ga imeli, so Douglas, njegova mati in sestre prenašali "hromečo revščino".
Douglas si je prvič zaželel postati igralec, potem ko je v vrtcu recitiral pesem angleškega pesnika Johna Clareja The Red Robin of Spring, za kar je prejel aplavz. V otroštvu je prodajal prigrizke delavcem v mlinu, da bi zaslužil dovolj za nakup mleka in kruha, s katerim je lahko pomagal svoji družini. Kasneje je dostavljal časopise in  je do takrat, ko je postal igralec, imel več kot štirideset služb. Življenje v družini s šestimi sestrami se mu je zdelo zadušljivo: "Umiral sem od želje, da bi prišel ven. V nekem smislu je to pod mano zanetilo ogenj." Potem ko je nastopil v igrah na srednji šoli Amsterdam, kjer je maturiral leta 1934, je vedel, da želi postati profesionalni igralec. Ker si ni mogel privoščiti šolnine, se je Douglas predstavil v dekanovi pisarni na Univerzi St. Lawrence in mu pokazal seznam svojih srednješolskih odlikovanj. Leta 1939 je diplomiral. Prejel je posojilo, ki ga je odplačal z delom za krajši delovni čas kot vrtnar in hišnik. Bil je tudi odličen član šolske rokoborske ekipe in se je nekega poletja boril na karnevalu, da bi zaslužil denar. Kasneje se je spoprijateljil s svetovnim prvakom v rokoborbi Loujem Theszom.
Douglasov igralski talent so opazili na Ameriški akademiji dramskih umetnosti v New Yorku, kjer so mu podelili posebno štipendijo. Ena od njegovih sošolk, Betty Joan Perske, kasneje znana kot Lauren Bacall, je igrala pomembno vlogo pri začetku njegove filmske kariere. Bacallova je zapisala, da je bila "divje zaljubljena v Kirka" in da sta se včasih dobivala. Druga sošolka in prijateljica Bacallove je bila ambiciozna igralka Diana Dill, ki je kasneje postala Douglasova prva žena.
Med skupnim časom je Bacallova izvedela, da Douglas nima denarja in da je nekoč prenočil v zaporu, ker ni imel kje spati. Nekega dne mu je dala stari plašč svojega strica, da bi se ogrel: »Menila sem, da mora biti pozimi premražen ... Bil je navdušen in hvaležen.« Včasih je, samo da bi ga videla, zvlekla prijateljico ali svojo mamo v restavracijo, kjer je delal kot pomočnik natakarja. Povedal ji je, da sanja, da bi nekega dne pripeljal svojo družino v New York, da bi ga videli na odru. V tem obdobju je sanjarila o tem, da bi nekega dne delila svoje osebno in odrsko življenje z Douglasom, a je bila kasneje razočarana: »Kirk me ni zares spodbujal. Bil je prijazen in sladek – užival je v moji družbi – ampak očitno sem bila zanj premlada,« je kasneje zapisala osem let mlajša Bacallova.

## Kariera

### Vzpon do slave
Douglas se je pridružil ameriški mornarici leta 1941, kmalu po vstopu Združenih držav Amerike v drugo svetovno vojno, kjer je služil kot častnik za komunikacije v protipodmorniškem bojevanju na krovu USS PC-1139. Leta 1944 je bil zaradi poškodb, ki jih je utrpel zaradi prezgodnje eksplozije globinske bombe, odpuščen iz službe. Povišan je bil v čin poročnika (mlajši razred).
Po vojni se je Douglas vrnil v New York in si našel delo na radiu, v gledališču in reklamah. V svojem radijskem delu je igral v omrežnih telenovelah in te izkušnje je imel za še posebej dragocene, saj je spretnost uporabe glasu pomembna za ambiciozne igralce. Obžaloval je, da kasneje iste možnosti niso bile več na voljo. Njegov preboj na odru se je zgodil, ko je prevzel vlogo Richarda Widmarka v filmu Kiss and Tell (1943), kar je nato privedlo do drugih ponudb.
Douglas je načrtoval, da bo ostal gledališki igralec, dokler mu prijateljica Lauren Bacall ni pomagala dobiti prve filmske vloge, tako da ga je priporočila producentu Halu B. Wallisu, ki je iskal nov moški talent. Wallisov film Strange Love of Martha Ivers (1946) z Barbaro Stanwyck je bil Douglasov debi na filmskem platnu. Igral je mladega, negotovega moškega, ki ga je mučila ljubosumnost, njegovo življenje pa je obvladovala njegova neusmiljena žena, ob tem pa je svoja čustva skrival z alkoholom. To je bil zadnjič, da je Douglas v filmski vlogi upodobil slabiča. Recenzenti filma so ugotovili, da je Douglas že takrat projiciral lastnosti "naravnega filmskega igralca", podobnost te vloge s kasnejšimi pa je pojasnil biograf Tony Thomas:
»Njegov slog in osebnost sta se odražala na platnu, kar se ne zgodi vedno, niti pri najboljših igralcih. Douglas je imel in ima izrazito individualen način. Izžareva neko nerazložljivo lastnost in prav to, prav tako kot talent, je tisto, kar pojasnjuje njegov uspeh v filmih.«
Leta 1947 se je Douglas pojavil v filmu Out of the Past (v Združenem kraljestvu pod naslovom Build My Gallows High), kjer je odigral pomembno stransko vlogo v tem klasičnem noir trilerju z Robertom Mitchumom in Jane Greer v glavnih vlogah. Na Broadwayu je debitiral leta 1949 v Three Sisters, ki ga je producirala Katharine Cornell. Mesec dni po izidu filma Out of the Past se je v podobni stranski vlogi predstavil še v filmu I Walk Alone, prav tako klasičnem noir trilerju, kjer je sodeloval z Burtom Lancasterjem.
Douglasova podoba trdega fanta se je utrdila v njegovem osmem filmu Champion (1949), kjer ga je producent Stanley Kramer izbral za vlogo sebičnega boksarja. Vendar je s sprejetjem vloge tvegal, saj je moral zavrniti ponudbo za igranje v visokoproračunskem filmu studia MGM The Great Sinner, ki bi mu prinesel trikrat več dohodka. Namesto njega je vlogo odigral Melvyn Douglas. Film The Great Sinner je bil neuspešen.
Filmski zgodovinar Ray Didinger je menil, da je Douglas »v filmu Champion videl večje tveganje, a tudi večjo priložnost ... Douglas je vlogo sprejel in jo odigral v popolnosti.« Frederick Romano, še en preučevalec zgodovine športnega filma, je Douglasovo igro opisal kot "zaskrbljujoče pristno":
»Douglas v ringu kaže veliko koncentracijo. Njegova intenzivna osredotočenost na nasprotnika gledalca pritegne v ring. Morda sta njegovi najboljši lastnosti patentirano renčanje in grimase ... ne pušča dvoma, da je mož na misiji.«
Za vlogo je prejel svojo prvo nominacijo za oskarja, skupno pa je film prejel šest nominacij. Variety ga je označil za "ostro, realistično študijo boksarskih bojev".
Po filmu Champion se je odločil, da mora za uspeh kot zvezdnik povečati svojo intenzivnost vlog, premagati svojo naravno sramežljivost in izbrati močnejše vloge. Kasneje je izjavil: »Mislim, da ne bi bil dober igralec brez nečimrnosti. In ne zanima me biti 'skromen igralec'«. Na začetku svoje hollywoodske kariere je Douglas pokazal svojo neodvisno žilico in prekinil studijske pogodbe, da bi pridobil popoln nadzor nad svojimi projekti. Septembra 1949 je ustanovil lastno filmsko podjetje Bryna Productions (poimenovano po njegovi materi).

### Vrhunec uspeha
V petdesetih in šestdesetih letih 20. stoletja je bil Douglas eden največjih zvezdnikov, ki so prinašali zaslužek v blagajne, saj je igral ob nekaterih vodilnih igralkah tistega obdobja. V svojem prvem vesternu, Along the Great Divide (1951), je upodobil obmejnega mirovnika. Hitro se je zelo navadil na jahanje konj in igranje revolverašev, zato je nastopil v številnih vesternih. Za svojega najljubšega je izbral Lonely Are the Brave (1962), v katerem je odigral kavboja, ki poskuša živeti po lastnih pravilih. Filmu, ki ga je napisal Dalton Trumbo, so kritiki namenili dobre ocene, vendar zaradi slabega trženja in distribucije ni prinesel velikega dobička.
Leta 1950 je Douglas igral Ricka Martina v filmu Young Man with a Horn, ki je temeljil na istoimenskem romanu Dorothy Baker in je opisoval življenje jazzovskega kornetista Bixa Beiderbeckeja. Skladatelj in pianist Hoagy Carmichael, prijatelj resničnega Beiderbeckeja, je igral pomočnika, kar je filmu dodalo realističnost in Douglasu omogočilo vpogled v vlogo. Doris Day je igrala Jo, mlado žensko, ki je bila zaljubljena v jazzovskega glasbenika, ki je takrat bil bitke z mnogimi preizkušnjami. To je bilo v ostrem nasprotju z resničnim življenjepisom v avtobiografiji Doris Day, ki je Douglasa opisala kot "vljudnega, a egocentričnega", film pa kot "popolnoma brez veselja". Med snemanjem je igralka epizodnih vlog Jean Spangler izginila in njen primer je ostal nerešen. 9. oktobra 1949 so njeno torbico našli blizu vhoda v Griffith Park v Los Angelesu Fern Dell. V torbici je bilo nedokončano sporočilo, naslovljeno na ''Kirka'', v katerem je pisalo: »Ne morem več čakati. Grem k dr. Scottu. Tako bo najbolje v času, ko mame ni.« Douglas, ki je bil takrat poročen, je poklical policijo in jim povedal, da ni Kirk, omenjen v sporočilu. Ko ga je vodja preiskovalne ekipe intervjuval po telefonu, je Douglas izjavil, da se je na snemanju ''malo pogovarjal in šalil z njo'', vendar da z njo zunaj snemalnega prizorišča ni bil nikoli. Prijateljice Spanglerjeve so policiji povedale, da je bila v času izginotja noseča tri mesece. Raziskovalci, med njimi Jon Lewis z državne univerze Oregon, so domnevali, da je morda razmišljala o nezakonitem splavu.
Leta 1951 je Douglas v filmu Ace in the Hole, prvencu režiserja Billyja Wilderja kot scenarista in producenta, odigral časopisnega novinarja, ki je tesnobno iskal veliko zgodbo. Tema in zgodba sta bili takrat kontroverzni, zato se je ameriško občinstvo izogibalo ogledu filma. Nekateri kritiki so film označili za "neusmiljeno in cinično ... izkrivljeno študijo korupcije, psihologije mafije in svobodnega tiska". Sam Douglas je komentiral, da je morda "preveč zadel bistvo". Na Beneškem filmskem festivalu je prejel nagrado za najboljši tujejezični film. Pozneje se je ugled filma povečal, nekatere ankete pa so ga uvrstile na seznam 500 najboljših filmov. Woody Allen ga je označil za enega svojih najljubših filmov. Kot zvezdnik in protagonist filma je bil Douglas zaslužen za intenzivnost svoje igre. Filmski kritik Roger Ebert je zapisal: »Njegova osredotočenost in energija ... sta skoraj strašljivi. V Douglasovi igri ni ničesar zastarelega. Je tako aktualna kot nabrušen nož.« Biograf Gene Philips je opazil, da je Wilderjevo zgodbo ''nadgradila'' Douglasova ''osupljiva igra'' in da je bil to nedvomno glavni razlog, da je George Stevens, ki je Douglasu leta 1991 podelil nagrado AFI za življenjsko delo, o njem dejal: »Noben drug glavni igralec se ni bil bolj pripravljen dotakniti temne, obupane strani duše in tako razkriti kompleksnost človeške narave.«
Leta 1951 je Douglas igral v filmu Detective Story, ki je bil nominiran za štiri oskarje, vključno z nominacijo za Lee Grant v njenem debitantskem filmu. Grantova je dejala, da je bil Douglas »bleščeč, tako osebno kot v vlogi. ... Bil je velika, velika zvezda. Čudovit. Intenziven. Neverjeten.« Za pripravo na vlogo je Douglas preživel več dni na newyorški policijski upravi in se udeležil zasliševanj. Kritiki so prepoznali Douglasove igralske lastnosti, Bosley Crowther pa je Douglasovo opisal kot "močno in agresivno kot detektiv".
V filmu The Bad and the Beautiful (1952), še eni od treh vlog, nominiranih za oskarja, je Douglas igral trdovratnega filmskega producenta, ki manipulira in izkorišča svoje igralce, scenariste in režiserje. Leta 1954 je Douglas zaigral glavno vlogo v filmu Ulysses, filmu, ki je temeljil na Homerjevi epski pesnitvi Odiseja, s Silvano Mangano kot Penelopo in Kirko ter Anthonyjem Quinnom kot Antinojem.
V filmu 20,000 Leagues Under the Sea (1954) je Douglas pokazal, da je poleg resnih in odločnih likov spreten tudi v vlogah, ki zahtevajo lahkotnejši, komični pridih. V tej adaptaciji romana Julesa Verna je igral brezskrbnega mornarja, ki je bil v vseh pogledih popolno nasprotje mračnega kapitana Nema (James Mason). Film je bil eden najuspešnejših igranih filmov Walta Disneyja in velika finančna uspešnica. Douglasu je uspel podoben komični nastop v vesternu Man Without a Star (1955) in v filmu For Love or Money (1963). Nadaljnjo raznolikost je pokazal v enem svojih prvih televizijskih nastopov. Bil je glasbeni gost v oddaji The Jack Benny Program (1954).
Leta 1955 je Douglas končno uspel ustanoviti svojo filmsko produkcijsko hišo Bryna Productions. Da bi to dosegel, je moral prekiniti pogodbe s Halom B. Wallisom in produkcijsko hišo Warner Bros., vendar je začel producirati in igrati v lastnih filmih, začenši z filmom The Indian Fighter leta 1955. Preko Bryne je produciral in igral v filmih Steze slave (1957), The Vikings (1958), Spartak (1960), Lonely are the Brave (1962) in Seven Days in May (1964). Leta 1958 je Douglas ustanovil glasbeno založbo Peter Vincent Music Corporation, hčerinsko družbo Bryna Productions. Peter Vincent Music je bil odgovoren za objavo zvočnih posnetkov filmov The Vikings in Spartak.
Čeprav film Steze slave ni prinesel velikega zaslužka z obiska kinodvoran, je od takrat postal eden največjih protivojnih filmov in eden od zgodnjih filmov režiserja Stanleyja Kubricka. Douglas, ki je tekoče govoril francosko, je upodobil sočutnega francoskega častnika, ki v času prve svetovne vojne poskuša rešiti tri vojake pred strelskim vodom. Biograf Vincent LoBrutto opisuje Douglasovo "eksplozivno, a nadzorovano upodobitev, ki vre od strasti njegovih prepričanj o krivici, ki se je zgodila njegovim možem." Film je bil v Franciji prepovedan do leta 1976. Pred začetkom snemanja filma pa sta morala Douglas in Kubrick rešiti nekaj velikih težav. Ena od njih je bila Kubrickova predelava scenarija brez Douglasove vednosti. Kubrick in scenarist Jim Thompson sta filmu dodala srečen konec, da bi bil film bolj komercialen za širšo javnost, kjer general v zadnjem trenutku reši življenja moških pred usmrtitvijo. Vendar so bile te spremembe na zahtevo Kirka Douglasa razveljavljene in bolj podobne izvirnemu romanu. To je privedlo do njunega prvega večjega prepira: »Poklical sem Stanleyja v svojo sobo ... Skočil sem do stropa. Klical sem ga z vsako štiričrkovno besedo, ki sem se je lahko spomnil ... 'Denar sem dobil na podlagi tistega [originalnega] scenarija. Ne tega sranja!' Scenarij sem vrgel čez sobo. 'Vrnemo se k originalnemu scenariju ali pa filma ne bomo posneli.' Stanley ni niti trenil z očesom. Posneli smo originalni scenarij. Mislim, da je film klasika, eden najpomembnejših filmov – morda najpomembnejši film – kar jih je Stanley Kubrick kdaj posnel.«
Douglas je igral vojake v številnih filmih, vključno s Top Secret Affair (1957), Town Without Pity (1961), The Hook (1963), Seven Days in May (1964), Heroes of Telemark (1965), In Harm's Way (1965), Cast a Giant Shadow (1966), Is Paris Burning (1966), The Final Countdown (1980) in Saturn 3 (1980). Njegov igralski slog in izvedba sta ga naredila priljubljenega pri televizijskih imitatorjih, kot so Frank Gorshin, Rich Little in David Frye.
Film Lust for Life (1956) v režiji Vincenteja Minnellija, ki je temeljil na uspešnici Irvinga Stonea in v kateri je Douglas nastopil v vlogi Vincenta van Gogha, je bil večinoma posnet v Franciji. Douglasa niso hvalili le zaradi podobnosti van Goghu, temveč tudi za upodobitev slikarjevega notranjega nemira. Nekateri recenzenti ga izpostavljajo za najbolj znan primer "mučenega umetnika", ki išče tolažbo od življenjske bolečine skozi svoje delo. Drugi so videli upodobitev ne le "slikarja kot junaka", temveč kot edinstveno predstavitev "slikarja akcije", pri čemer Douglas izraža fizičnost in čustva slikanja, ko s platnom ujame trenutek v času.
Douglas je bil za vlogo nominiran za oskarja, njegov soigralec Anthony Quinn pa je osvojil oskarja za najboljšega igralca v stranski vlogi za Paula Gauguina, van Goghovega prijatelja. Douglas je osvojil zlati globus, čeprav je Minnelli dejal, da bi moral Douglas dobiti oskarja: »Ustvaril je ganljiv in nepozaben portret umetnika – človeka z ogromno ustvarjalno močjo, ki jo je sprožil hud čustveni stres, strah in groza norosti.« Douglas sam je svojo igralsko vlogo Van Gogha označil za bolečo izkušnjo: »Ne samo, da sem bil videti kot Van Gogh, bil sem enako star kot on, ko je storil samomor.« Njegova žena je povedala, da je v zasebnem življenju pogosto ostajal v vlogi, ki jo je takrat snemal: »Ko je igral v filmu Lust for Life, se je vrnil domov z rdečo brado Van Gogha, obut v tiste velike škornje in teptal po hiši – bilo je strašljivo.«
Na splošno pa se je Douglasov igralski slog dobro ujemal z Minnellijevo naklonjenostjo do "melodramskih in nevrotično-umetniških vlog", je zapisal filmski zgodovinar James Naremore. Dodal je, da so bila Minellijeva "najbogatejša in najimpresivnejša sodelovanja" prav z Douglasom in da za Minnellija noben drug igralec ni upodobil njegove ravni tako dobro: "Douglas, robusten, atletski, včasih eksploziven igralec, je oboževal gledališko retoriko in vse je počel strastno." Douglas je štiri leta prej igral tudi v Minnellijevem filmu The Bad and the Beautiful, za katerega je prejel nominacijo za oskarja za najboljšega igralca.

### Finančne težave
Približno 15 let in 27 filmov je bil Douglasov agent Sam Norton, ki je prejemal 10 % Douglasovega bruto zaslužka. Obenem je bil Norton partner z Jeromeom "Jerryjem" B. Rosenthalom v odvetniški pisarni Rosenthal & Norton, ki je prejela dodatnih 10 %. Na dan poroke Douglasovih leta 1958 je Norton njegovo nevesto Anne tiho potegnil na stran in ji (brez Kirkove vednosti) predstavil predporočno pogodbo. Dokument je podpisala, toda Douglas, ker je Nortona imel za svojega najboljšega prijatelja in očetovsko figuro, se ni hotel vmešavati v ženine poznejše poskuse pridobitve kopije. Anne Douglas je delovala za moževim hrbtom, najela odvetnika Grega Bautzerja in s tožbo uspešno pridobila kopijo od Nortona. Njeno nezaupanje do Nortona je raslo, še posebej, ker je dobil pooblastilo. Ugotovila je, da predporočna pogodba pomeni, da ona in njuni otroci nimajo pravice do Douglasovega premoženja, dokler nista poročena vsaj pet let. Prav tako ni mogla najti nobene dokumentacije, ki bi potrjevala Nortonovo trditev, da je Douglas milijonar. Njeni sumi so se še okrepili, ko je bila broadwayska igra A Very Special Baby, za katero je Norton prepričal Douglasa, da zagotovi financiranje, po samo tednu dni odpovedana. Svoje pomisleke je najprej delila z Gregom Bautzerjem, nato pa z Edwardom Lewisom, ki ji je svetoval, naj najame Price Waterhousa, da preišče moževe finance.
Douglas se je konec leta 1958 vrnil s snemanja filma The Devils Disciple v Angliji in takrat so mu predstavili rezultate revizije Price Waterhousea, v kateri je bilo podrobno navedeno, da 18 mesecev, ki jih je nedavno preživel v tujini po nasvetu Nortona, ni izpolnilo pogojev za davčno olajšavo za dohodek in da so bile naložbe, ki so mu jih svetovali, dejansko izvedene prek navideznih podjetij v lasti njegovega agenta. Posledično Douglas ni imel denarja in je davčni upravi dolgoval 750 000 dolarjev. Douglas je najel novega odvetnika in uspel prepričati  hišo Rosenthal & Norton, da se odpove svojim pravicam do vseh deležev v njegovem najnovejšem filmu The Vikings in vsem njegovim prihodnjim dohodkom. Norton je bil odpuščen kot njegov agent, a ker je skoraj vse svoje premoženje vpisal na ime svoje žene, je Douglas od njega lahko izterjal le 200 000 dolarjev.
Dobiček iz filma The Vikings je Douglasu omogočil, da je odplačal svoj dolg davčni upravi, njegova finančna prihodnost pa je bila zdaj odvisna od uspeha filma Spartak.

### Spartakin srednja leta kariere
Leta 1960 je Douglas igral naslovno vlogo v filmu Spartak (1960) z zvezdniško zasedbo, ki ga mnogi smatrajo za prelomno vlogo v njegovi karieri, v vlogi traškega gladiatorja, uporniškega sužnja Spartaka. Bil je tudi izvršni producent, kar je povečalo produkcijske stroške za 12 milijonov dolarjev in Spartaka spremenilo v enega najdražjih filmov do takrat. Douglas je za režijo sprva izbral Anthonyja Manna, a ga je že zgodaj zamenjal s Stanleyjem Kubrickom, s katerim je že prej sodeloval pri filmu Steze slave.
Howard Fast je bil prvotno najet za adaptacijo lastnega romana Spartak iz leta 1951 v scenarij, vendar je imel težave pri delu v tem formatu. Zamenjal ga je Dalton Trumbo, ki je bil na političnem črnem seznamu hollywoodskih 10 in je od takrat živel s pisanjem scenarijev pod izmišljenimi imeni. Douglas je vztrajal, da Trumba navede pod pravim imenom, s čimer je verjetno pomagal pri končanju preganjanja ustvarjalcev s tega seznama. Vendar pa sta producent filma Edward Lewis in družina Daltona Trumba izpodbijala to Douglasovo trditev. V filmu Trumbo (2015) je Douglasa odigral Dean O'Gorman.
Douglas je od avtorja Kena Keseyja kupil pravice za uprizoritev igre po romanu Let nad kukavičjim gnezdom. Leta 1963 je na podlagi gradiva postavil igro, v kateri je igral in ki se je pet mesecev predvajala na Broadwayu. Kritike so bile mešane. Douglas je kljub Keseyjevim ugovorom obdržal filmske pravice zaradi inovativne vrzeli, da so pravice temeljile na igri in ne na romanu, vendar je po desetletju, ko ni mogel najti producenta, pravice prenesel na svojega sina Michaela. Leta 1975 sta filmsko različico producirala Michael Douglas in Saul Zaentz, v njej pa je igral Jack Nicholson, saj je bil Douglas takrat prestar za igranje lika (glede na starost v zgodbi). Michael Douglas je leta 2025 dejal: »Zdaj sem dovolj star, da razumem, da v življenju dobiš morda štiri res dobre vloge, če imaš srečo, in ta se je mojemu očetu zagotovo zdela ena od teh.« Film je osvojil vseh pet glavnih oskarjev, s čimer je postal šele drugi film, ki mu je to uspelo (po filmu It Happened One Night leta 1934).
Douglas je v štirih desetletjih z igralcem Burtom Lancasterjem posnel sedem filmov: I Walk Alone (1947), Gunfight at the O.K. Corral (1957), The Devil's Disciple (1959), The List of Adrian Messenger (1963), Seven Days in May (1964), Victory at Entebbe (1976) in Tough Guys (1986), kar je v javnosti utrdilo predstavo o tem, da ta igralski par predstavlja neko ekipo. Douglas je bil v teh filmih vedno predstavljen za Lancasterjem, vendar sta bili, z izjemo filmov I Walk Alone in The List of Adrian Messenger (kjer je Lancasterjeva vloga manjša, medtem ko Douglas igra filmskega zlobneža), njuni vlogi običajno podobne vrednosti. Oba igralca sta v Hollywood prispela približno ob istem času in se prvič skupaj pojavila v četrtem filmu, čeprav z Douglasom v stranski vlogi. Oba sta postala igralca in producenta, ki sta iskala neodvisne hollywoodske kariere.
John Frankenheimer, ki je leta 1964 režiral politični triler Seven Days in May, v preteklosti ni dobro sodeloval z Lancasterjem in ga sprva ni želel v tem filmu. Vendar je Douglas menil, da bi Lancaster ustrezal vlogi, in ga je ''prosil, naj si premislim,'' je dejal Frankenheimer, nato pa je Lancasterju dal najbolj izrazito vlogo. »Izkazalo se je, da sva se z Burtom Lancasterjem na snemanju odlično razumela,« je kasneje dejal.
Leta 1967 je Douglas igral z Johnom Waynom v vesternu Burta Kennedyja z naslovom The War Wagon.
V filmu The Arrangement (1969), drami, ki jo je režiral Elia Kazan in je temeljila na njegovem istoimenskem romanu, je Douglas igral oglaševalskega direktorja ob soigralki Faye Dunaway. Film je bil v kinodvoranah slabo gledan, saj je prejel večinoma negativne kritike. Dunawayeva je menila, da so bile številne kritike nepoštene in je v svoji biografiji zapisala: »Ne morem razumeti, ko ljudje kritizirajo Kirkovo igro, ker mislim, da je v filmu odličen,« in dodala, da »je najbolj bistra oseba, kar sem jih srečala v igralskem poklicu.« Napisala je še, da je bil njegov »pragmatičen pristop k igranju« kasneje »filozofija, ki se je na koncu prenesla name.«

### Poznejše delo
V sedemdesetih letih prejšnjega stoletja je igral v filmih, kot so There Was a Crooked Man... (1970), A Gunfight (1971), The Light at the Edge of the World (1971) in The Fury (1978). Kot režiser je debitiral v filmu Scalawag (1973), nato pa je režiral tudi film Posse (1975), v katerem je igral ob Bruceu Dernu.
Leta 1980 je igral v filmu The Final Countdown, kjer je nastopil v vlogi poveljnika letalonosilke USS Nimitz, ki potuje skozi čas do dneva pred napadom na Pearl Harbor leta 1941. Film je produciral njegov sin Peter Douglas. Igral je tudi dvojno vlogo v avstralskem filmu The Man from Snowy River (1982), ki je prejel pohvale kritikov in številne nagrade.
Leta 1986 se je ponovno združil s svojim dolgoletnim soigralcem Burtom Lancasterjem v kriminalni komediji Tough Guys, v kateri sta igrala tudi Charles Durning in Eli Wallach. To je bilo zadnje sodelovanje med Douglasom in Lancasterjem, ki je trajalo več kot 40 let. Istega leta je skupaj z Angelo Lansbury sovodil poklon Newyorške filharmonije 100. obletnici Kipa svobode. Simfoničnemu orkestru je dirigiral Zubin Mehta.
Leta 1988 je Douglas igral v televizijski adaptaciji dela Inherit the Wind ob Jasonu Robardsu in Jean Simmons. Film je osvojil dve nagradi Emmy. V devetdesetih letih 20. stoletja je Douglas nadaljeval z igranjem v različnih celovečercih. Med njimi je bil The Secret iz leta 1992, televizijski film o dedku in njegovem vnuku, ki se oba borita z disleksijo. Istega leta je igral strica Michaela J. Foxa v komediji Greedy. V videospotu za pesem Dona Henleyja The Garden of Allah se je pojavil kot hudič. Leta 1996 je Douglas po hudi kapi pri 79-ih letih, ki je oslabila njegovo sposobnost govora, še vedno želel snemati filme. Nekaj let je hodil na glasovne terapije in leta 1999 posnel film Diamonds, v katerem je igral starega profesionalnega boksarja, ki je okreval po kapi. V njem je igrala tudi njegova dolgoletna prijateljica iz zgodnjih igralskih let, Lauren Bacall.
Leta 2003 sta Michael in Joel Douglas producirala film It Runs in the Family, v katerem so poleg Kirka zaigrali različni družinski člani, vključno z Michaelom, Michaelovim sinom Cameronom in njegovo ženo Diano Dill izpred 50-ih let, ki je igrala njegovo ženo. Njegov zadnji nastop v celovečernem filmu predstavlja film Michaela Goorjiana Illusion iz leta 2004, v katerem je  upodobil umirajočega filmskega režiserja, ki je prisiljen gledati epizode iz življenja sina, ki ga ni hotel priznati. Zadnjo filmsko vlogo pa je igral v televizijskem filmu Empire State Building Murders, ki je izšel leta 2008. Marca 2009 je Douglas v starosti 92 let v Gledališču Kirk Douglas skupine Center Theatre Group v Culver Cityju v Kaliforniji izvedel avtobiografsko monodramo Before I Forget. Štiri predstave so bile posnete in spremenjene v dokumentarni film, ki je bil prvič predvajan januarja 2010.
9. decembra 2016 je v hotelu Beverly Hills praznoval svoj 100. rojstni dan, pridružilo pa se mu je več prijateljev, vključno z Donom Ricklesom, Jeffreyjem Katzenbergom in Stevenom Spielbergom, z njim pa so praznovali tudi žena Anne, sin Michael in snaha Catherine Zeta-Jones. Za Douglasa so gostje dejali, da je še vedno v dobri formi in ki je samozavestno vstopil v sobo na praznovanje.
Douglas se je na podelitvi zlatih globusov leta 2018 pojavil s snaho Catherine Zeta-Jones, kar je bil eden redkih javnih nastopov v zadnjem desetletju njegovega življenja. Prejel je stoječe ovacije in pomagal Zeti-Jones podeliti nagrado za najboljši scenarij.

## Stil in filozofija igranja
»Kirk je edinstven. Ima izjemno fizično prezenco, zato se na velikem filmskem platnu dviga nad občinstvom kot val plime v polni poplavi. Svetovno spoštovan je in je zdaj zadnja živa filmska legenda izmed tistih, ki so se ob koncu vojne povzpeli do zvezd, tista posebna vrsta filmskega idola, ki ga je mogoče takoj prepoznati kjer koli, in čigar svetleči liki na platnu so za vedno nepozabni.«

— Jack Valenti, predsednik Ameriškega združenja filmskih igralcev.
Douglas je izjavil, da sta ključa do igralskega uspeha odločnost in vztrajnost: »Vedeti moraš, kako delovati in kako se ohranjati pri močeh. Obenem moraš čutiti ljubezen do tega, kar počneš. Igralec pa potrebuje tudi veliko sreče. Jaz sem jo imel.« Douglas bil zelo vitalen in je pojasnil, da »... delo v tem poslu zahteva veliko truda. Mnogi ljudje odpadejo, ker nimajo energije, da bi ohranili svoj talent.«
Ta odnos do igranja je postal očiten s filmom Champion (1949). Biograf John Parker je napisal, da je s to vlogo prešel iz zvezdništva v ''superligo,'' kjer je bil njegov slog ''v ostrem nasprotju z drugimi vodilnimi igralci Hollywooda tistega časa.'' Njegov nenadni vzpon je razložen s primerjavo z vzponom Jacka Nicholsona:
»Praktično je ignoriral intervencionistične režiserje. Na vsako vlogo, ki jo je igral, se je pripravljal zasebno, tako da je bil, ko so bile kamere pripravljene za snemanje, ustrezno, nekateri bi rekli egoistično in celo sebično, navdihnjen, da ukrade vsak prizor na način, ki je v sodobnem času primerljiv z načinom delovanja Jacka Nicholsona.«
Kot producent je imel Douglas sloves kompulzivno marljivega delavca, ki je od drugih pričakoval enako raven energije. Kot tak je bil v odnosu do ljudi, ki so delali na njegovih projektih, običajno zahteven in neposreden, njegova intenzivnost pa se je prelivala v vse elemente njegovega filmskega ustvarjanja. To je bilo deloma posledica njegovega visokega mnenja o igralcih, filmih in filmskem ustvarjanju: »Zame je to najpomembnejša umetniška oblika – je umetnost in vključuje vse elemente moderne dobe.« Poudaril je tudi, da je treba dati prednost zabavnemu cilju filmov pred kakršnimi koli sporočili: »Lahko podaš izjavo, lahko nekaj poveš, vendar mora biti zabavno.«
Kot igralec se je poglobil v vsako vlogo in analiziral ne le svoje replike, temveč vse dele scenarija, da bi ocenil pravilnost vloge. Bil se je pripravljen prepirati z režiserjem, če se je čutil upravičenega. Melville Shavelson, ki je produciral in režiral film Cast a Giant Shadow (1966), je dejal, da ni potreboval veliko časa, da je ugotovil, kaj bo njegov glavni problem pri režiji Douglasa:
»Kirk Douglas je bil inteligenten. Ko sem se z igralci pogovarjal o scenariju, sem vedno upošteval, da nikoli ne berejo replik drugih igralcev, zato je njihov koncept zgodbe nekoliko meglen. Kirk ni prebral le replik vseh v filmu, ampak je prebral tudi odrska navodila ... Kirk, kot sem kasneje ugotovil, je vedno prebral vsako besedo, razpravljal o vsaki besedi, vedno se prepiral o vsakem prizoru, dokler ni bil prepričan o njeni pravilnosti. ... Poslušal je, zato se je bilo treba boriti vsako minuto.«
Douglas je večino svoje kariere bil dobrega zdravja in je očitno imel neizčrpno zalogo energije. Velik del te vitalnosti je pripisal svojemu otroštvu in letom pred igranjem: »Zanos, ki me je spravil iz domačega kraja in skozi fakulteto, je del ličila, ki ga uporabljam pri svojem delu. To je nenehen boj in ta boj je težak.« Njegove zahteve do drugih pa so bile izraz zahtev, ki jih je postavljal samemu sebi, zakoreninjenih v mladosti. »Trajalo je leta, da sem se osredotočil na to, da sem človek – bil sem preveč zaposlen z iskanjem načinov služenja denarja in hrane ter bojem, da bi se izboljšal.«
Igralka Lee Grant, ki je z njim igrala in kasneje posnela dokumentarec o njem in njegovi družini, je ugotovila, da njegov oče tudi po tem, ko je Kirk dosegel svetovno slavo, ni priznal njegovega uspeha. Rekel je: »Nič. Nikoli.« Douglasova žena Anne je podobno pripisala energijo, vloženo v igranje, njegovemu težkemu otroštvu:
»Vzgajale so ga mati in sestre, kot šolar pa je moral delati, da je pomagal preživljati družino. Mislim, da je bil del Kirkovega življenja pošasten napor, da bi se dokazal in si pridobil priznanje v očeh svojega očeta ... Niti štiri leta psihoanalize niso mogla spremeniti gonil, ki so se začeli kot želja po dokazovanju.«
Douglas je pripisal zasluge svoji materi Bryni, da mu je vcepila pomen "stave na srečo" in je njen nasvet je upošteval pri snemanju filmov. V njeno čast je poimenoval podjetje Bryna Productions. Douglas se je zavedal, da je njegov intenziven slog igranja nekakšen ščit: »Igranje je najbolj neposreden način za pobeg iz resničnosti, v mojem primeru pa je bilo to sredstvo za pobeg iz dolgočasnega in mračnega ozadja.«

## Knjižni viri
- The Ragman's Son. Simon & Schuster, 1988. ISBN 0671637177.
- Dance with the Devil. Random House, 1990. ISBN 0394582373.
- The Gift. Grand Central Publishing, 1992. ISBN 0446516945.
- Last Tango in Brooklyn. Century, 1994. ISBN 0712648526.
- The Broken Mirror: A Novella. Simon & Schuster Books for Young Readers, 1997. ISBN 0689814933.
- Young Heroes of the Bible. Simon & Schuster Books for Young Readers, 1999. ISBN 0689814917.
- Climbing the Mountain: My Search for Meaning. Simon and Schuster, 2001. ISBN 0743214382.
- My Stroke of Luck. HarperCollins, 2003. ISBN 0060014040.
- Let's Face It: 90 Years of Living, Loving, and Learning. John Wiley & Sons, 2007. ISBN 0470084693.
- I Am Spartacus!: Making a Film, Breaking the Blacklist. Open Road Media, 2012. ISBN 1453239375.
- Life Could Be Verse: Reflections on Love, Loss, and What Really Matters. Health Communications, Inc., 2014. ISBN 978-0757318474.
- Kirk and Anne: Letters of Love, Laughter and a Lifetime in Hollywood. Running Press, 2017. ISBN 0762462183. Z Anne Douglas in Marcio Newberger.